# سیرموک
سیرموک یا سیر وحشی به کواری کؤمۆران یا جیکه (نام علمی: Allium canadense) گیاهی است چندساله از راسته مارچوبه‌سانان و خانواده نرگسیان و سرده سیر که از طریق بذر و پیاز تکثیر می‌یابد. ریشه‌ها به قسمت پیاز متصلند و تار مانند و رشته‌ای بوده، به پیاز قهوه‌ای رنگ متصل می‌شوند. ساقه‌ها بلند، ایستاده، نرم و دارای بوی شبیه بوی پیاز، برگ‌ها کشیده و باریک و نرم و در قسمت پایه قرار می‌گیرند. گل‌ها به صورت مجتمع در انتهای ساقه گل دهنده دیده می‌شوند. اجتماع گل‌ها دایره‌ای شکل بوده و به رنگ صورتی می‌باشد. بذرها داخل کپسول تولید می‌شوند و هر کپسول محتوی ۳–۶ بذر سیاه و گرد می‌باشد. بذرها دارای زوائد بال مانند در اطراف خود می‌باشند.

## استفاده خوراکی
در استان فارس با استفاده از سیرموک نوعی پلو پخته می‌شود که شبیه سبزی پلو طبخ می‌شود. و به آن دمپخت سیرموک گفته می‌شود و گاهی نیز با گوشت لایی طبخ میگردد . این پلو در روزهای ابتدایی سال و خصوصاً عید نوروز بسیار طرفدار دارد .همچنین در استان بوشهر و گناوه  و حومه و لامرد و مهر در اواخر پاییز و اوایل زمستان آن را با ارد نان و ادویه مخلوط کرده و نانی به اسم بلبل  تهیه میکنند سپس جیکه ای را که با کمی زرشک تفت داده اند و ادویه هایی مانند فلفل نمک و نمک به آن  زده اند را دولای آن می گذارند و روی تابه می پزند و با کمی کره سرو می کنند که این غذا طرفداران بسیاری دارد